# مداخله سلامت
مداخله سلامت تلاشی است برای ارتقای رفتاری که باعث بهبود سلامت روانی و جسمانی یا سست کردن یا بازشکل‌دهی افراد دارای خطرات سلامتی هستند.

## سیاست گذاری
مداخلات سلامت ممکن است توسط انواع سازمان، از جمله گروهای سلامت و سازمان‌های خصوصی اجرا شود. این مداخلات می‌تواند در مقیاس‌های مختلف انجام شوند. کل جمعیت می‌تواند از طریق وب سایت‌ها، پیام‌های صوتی / تصویری و دیگر رسانه‌های جمعی مورد مداخله قرار گیرند. مداخله‌های فردی را می‌تواند از طریق جلسات مشاوره یا تلاش برای متقاعد کردن تاثیرگذاران کلیدی برای تغییر محیط یک بیمار باشد، به عنوان مثال با تشویق پدر و مادر برای به اجرا درآوردن زمان خواب کودکان. مداخلات درگیر کننده خانواده و دوستان می‌تواند مردم را در رفتارهای خود مخرب یا اعتیاد به پذیرفتن کمک تشویق کند. گروه‌های خاص را می‌توان با فعالیت‌های مدیریتی مانند افزایش ارائه مواد غذایی سالم در مدارس تحت تأثیر قرار داد. چندین پروتکل نظام‌مند برای کمک به توسعه مداخلات، از جمله نقشه‌نگاری مداخله وجود دارد.